# Endotermia

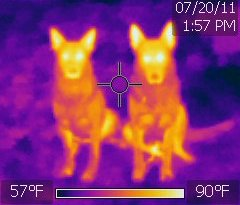
Imagem em infravermelho de cachorros, mostrando suas temperaturas corporais maiores que a o do meio.

A endotermia pode ser definida como a manutenção de temperaturas corpóreas altas e constantes, geradas pelo próprio metabolismo. Os animais endotérmicos, em comparação aos ectotérmicos (animais cuja manutenção da temperatura corpórea é dependente de fontes de calor do ambiente), possuem a temperatura do corpo geralmente maior que a do ambiente e normalmente são organismos mais ativos. A capacidade de gerar calor endógeno é encontrada em diversos animais, até mesmo em ectotermos em intensa atividade muscular, mas apenas em mamíferos e aves a endotermia é observada em condições de repouso. A endotermia surgiu independentemente em aves e mamíferos, de maneira convergente, mas como poucos caracteres associados à endotermia são preservados em fósseis, a compreensão de como se deu a origem da endotermia nesses dois grupos há muito leva a discussões a respeito.
Pode-se associar aos endotermos, por exemplo, a capacidade de ocupar nichos noturnos ou em ambientes frios que geralmente não são disponíveis a ectotermos. Pode-se também constatar que endotermos conseguem sustentar o metabolismo aeróbico em atividades físicas por maiores durações e também de alcançar velocidades maiores, em comparação à maioria dos ectotermos, além de conseguirem por conta da temperatura constante maior estabilidade em processos fisiológicos dependentes da temperatura, como a ação enzimática. Nos endotermos pode-se também observar além da termorregulação, fatores como o cuidado parental , assim como o desenvolvimento de penas e pelos, presença de gordura subcutânea, maior ventilação e desenvolvimento de estruturas como o palato secundário e os turbinados nasais nos mamíferos.

## Origem
A endotermia é uma convergência evolutiva entre aves e mamíferos, os quais derivaram diversas características associadas a essa peculiaridade metabólica, que transcendem a fisiologia desses animais e se expressam na morfologia, ecologia e comportamento. Por ser uma peculiaridade tão abrangente em seus efeitos, sua origem tem sido alvo de muitos debates e diversas hipóteses foram geradas para tentar explicá-la. Entre elas, três trabalhos divulgados no final da década de 1970 definiram as discussões subsequentes a cerca desse tema.
Em 1978, Crompton e colaboradores desenvolveram uma hipótese para a origem da endotermia (e também da homeotermia) em função da exploração de nichos ecológicos desocupados. A proposta foi feita ao levantar a necessidade de manter o corpo a temperaturas adequadas para exploração, o que é facilmente superado pela termorregulação comportamental desempenhada por animais diurnos. Como requisito para a manutenção de hábitos noturnos, típicos em mamíferos do Mesozóico, uma fonte de calor endógena deveria ser mantida, o que constituiria a pressão seletiva para aumento das taxas metabólicas a fim de aquecer o corpo desses animais. Essa hipótese seria sustentada não somente pelas evidências de hábitos noturnos dos pequenos mamíferos da era passada, mas também pela comparação entre o tamanho relativo do encéfalo entre endotermos e ectotermos viventes, compatível com a conclusão de ocorrência de endotermia em mamíferos noturnos do Triássico.
Apesar da correlação entre características não diretamente associadas com o metabolismo e o desempenho de endotermia ser uma estratégia amplamente utilizada entre paleontólogos para desvendar a evolução desse mecanismo (como o tamanho relativo do encéfalo), a ocorrência de falhas em previsões por associações eventualmente errôneas é frequente. Além disso, a hipótese de Crompton e colaboradores se faz insatisfatória ao não demonstrar proporcional ganho na fisiologia termorregulatória para aumento intermediário das taxas metabólicas, as quais permaneceriam lidando com as desvantagens de sustentação desse investimento, e não explica a baixa ocupação de nichos noturnos por animais grandes o suficiente para terem homeotermia inercial.
No mesmo ano, McNab propôs sua hipótese baseado na tendência de miniaturização comum às linhagens Theropoda e Therapsida, que deram origem às aves e mamíferos atuais, respectivamente, descrevendo a redução do tamanho do corpo como mecanismo para o surgimento da endotermia. Assumindo homeotermia inercial nos ancestrais de grande porte dos endotermos atuais e incremento da estabilidade térmica pelo desenvolvimento de estruturas que promovem isolamento térmico, como penas e pelos, a endotermia teria surgido com a diminuição do tamanho e consequente aumento da taxa metabólica específica. No caso dos terápsidos, a associação com outras estruturas morfológicas relevantes para a homesotase energética, como o surgimento do palato secundário, que permite ventilação contínua dos pulmões, sugere que a endotermia teria surgido nos ancestrais de galeassaurídeos, no fim do Permiano. Entretanto, isso indicaria aumento das taxas metabólicas e, consequentemente, aumento no consumo de oxigênio, em um período no qual ocorre significativa diminuição na pressão parcial de oxigênio da atmosfera, o que poderia gerar um conflito entre a fisiologia desses animais e o ambiente.
A última hipótese sobre a origem da endotermia a ser publicada na década de 1970 é de autoria de Bennett e Ruben  , sendo também a de maior sucesso e a hipótese mais aceita sobre o tema até os dias de hoje. Diferentemente de seus pares, que desenvolveram hipóteses onde o aumento da temperatura corporal seria o fator primeiramente selecionado e que a endotermia surgiu disso, Bennett e Ruben propuseram que a endotermia foi consequência da seleção pelo aumento da capacidade de sustentação da atividade aeróbia, sendo, portanto, uma derivação secundária do processo evolutivo. Sua hipótese recebeu o nome de Hipótese do Escopo Aeróbio e foi embasada em observações realizadas em trabalhos anteriores que demonstram que ectotermos viventes são comparáveis a endotermos no desempenho de locomoção explosiva, sustentada por metabolismo anaeróbio. Lagartos atuais podem inclusive superar mamíferos em locomoção explosiva, mas jamais poderiam sustentar atividades aeróbias de longa duração, como mamíferos e aves, o que está intimamente associado com o metabolismo aeróbio desses animais, o mesmo que aquece o corpo dos endotermos. Desse modo, Bennett e Ruben concluíram que primeiramente ocorreu seleção pelo desempenho aeróbio gradualmente maior e, portanto, pelo incremento no metabolismo aeróbio em aves e mamíferos, sem aumento da temperatura do corpo e, segundamente, a endotermia foi derivada dessa nova condição fisiológica.
Além disso, como a endotermia também depende de mecanismos capazes de reter o calor gerado pelo metabolismo aeróbio, Bennett e Ruben sugerem que essas características foram selecionadas secundariamente a fim de proporcionar incremento do desempenho locomotor graças ao aumento da temperatura , uma vez que o consumo de oxigênio para síntese de ATP e a contração muscular são restritos pela temperatura corporal.
Alternativamente, em 2010, Clarke e Pörtner propuseram modificações para a Hipótese do Escopo Aeróbio, baseados em dois dados fisiológicos empiricamente encontrados e extensivamente reportados posteriormente aos trabalhos de Bennet e Ruben: (i) Mitocôndrias geram ATP mais rapidamente quando aquecidas e (ii) Músculos convertem ATP em trabalho mecânico mais rapidamente quando aquecidos. Além disso, Clark e Pörtner criticam o trabalho de Bennett e Ruben por descrever o mecanismo que levou ao desenvolvimento de endotermia a partir do incremento do desempenho locomotor (sustentação de atividade aeróbia), uma vez que ocorrem diversos casos onde animais ectotermos podem aquecer seus músculos previamente a fim de atingir o mesmo incremento, como mariposas, libélulas e abelhas. Assim, foi proposta a Hipótese do Escopo Aeróbio Modificada, que ainda não superou a originalmente proposta por Bennett e Ruben. Essa hipótese modificada propõe a seleção pela manutenção de temperatura corporal alta e constante por meio de fontes endógenas de calor (endotermia e homeotermia) como mecanismo pelo qual a intensificação do metabolismo aeróbio foi alcançado. Dessa forma, a endotermia seria selecionada primeiramente e o seu estabelecimento teria como conseqüência o aumento do escopo aeróbio.
Além dessa proposta, os modelos mais influentes utilizados para hipotetizar o surgimento da endotermia, após os trabalhos do fim da década de 1970 são, possivelmente, aqueles que associam essa característica fisiológica com o cuidado parental, comportamento típico em aves e mamíferos atuais e extintos.
Em contraposição a hipótese do escopo aeróbio proposta em 1979 por Bennett e Ruben, no ano de 1998 a bióloga norte-americana Colleen G. Farmer levantou uma hipótese que relaciona o surgimento da endotermia com um aspecto comportamental, o cuidado parental. Nessa hipótese, a autora sugere que a evolução convergente de altas taxas metabólicas basais em mamíferos e aves foi consequência de uma seleção que favoreceu o aumento da temperatura dos embriões durante o desenvolvimento, portanto, o aumento da capacidade aeróbica desses animais seria apenas produto dessa seleção para a grande demanda energética do cuidado parental. Para ela, esse aumento na temperatura dos embriões durante a incubação traria benefícios como a diminuição do tempo de incubação e do risco de surgirem anormalidades no desenvolvimento, bem como efeitos benéficos no fenótipo após eclosão, logo, ocasionando maiores chances de sobrevivência da prole. Diversos resultados encontrados em estudos servem de apoio a esses argumentos, mostrando que, quando incubados em temperaturas abaixo da ótima, embriões de aves e répteis apresentam maior risco de malformação e mortalidade. 
Para o argumento de a endotermia diminuir o tempo de incubação, também existem experimentos que o sustentam, já que foi observada uma redução dramática no período de incubação de embriões submetidos a um tratamento térmico mais quente e estável durante seu desenvolvimento em relação àqueles que sofreram um tratamento térmico mais frio e mais variável. Isso pode ser vantajoso tanto para os filhotes quanto para os pais, já que os adultos que apresentavam cuidado parental durante a incubação, por terem que se dedicar a essa tarefa durante menos tempo, poderiam ficar livres dela mais cedo e se dedicar a outras necessidades, como a busca por alimento, além de ficarem menos tempo expostos à predação durante o período de incubação. Da mesma forma, os embriões ficariam vulneráveis a predadores de ninho por menos tempo, e também iriam nascer antes daqueles que apresentam período de incubação mais longo, portanto, teriam acesso a mais recursos e apresentariam uma vantagem , podendo ter maior chance de sobrevivência.
Em outro artigo publicado pela autora em 2003, como uma resposta às críticas feitas à sua hipótese, Farmer defende que o grande aumento do custo energético para endotermos seria compensado pela relação existente entre o metabolismo e a massa corpórea , já que em animais de massa corpórea grande, o custo energético adicional para manutenção em relação a um ectotermo da mesma massa não aumenta tanto (um endotermo de 30kg apresenta um requerimento energético 4 vezes maior que um ectotermo da mesma massa, enquanto um de 30g apresenta um custo adicional de 16 vezes). Por esse motivo, baseando-se em dados paleontológicos como turbinados nasais, histologia óssea e proporção entre predador e presa, ela sugere que a endotermia teria surgido inicialmente em animais com tamanho corporal suficientemente grande para que a alta taxa metabólica não levasse a um gasto adicional de energia muito grande.
No mesmo ano da publicação da hipótese do cuidado parental de Farmer, o pesquisador polonês Paweł Koteja publicou um artigo apesentando uma nova hipótese para a evolução da endotermia, também relacionada ao cuidado parental, porém em uma diferente perspectiva. Para ele, o cuidado parental seria um fator importante relacionado a endotermia no que diz respeito a alimentação da prole, e não no controle da temperatura durante a incubação. Koteja se baseou na hipótese do escopo aeróbico  para abordar o mecanismo que deu origem às altas taxas metabólicas basais de endotermos, que seria o metabolismo aeróbico de atividade, porém levantou que a causa do aumento da capacidade aeróbica seria a procura de alimento para a prole.
A hipótese de Koteja defende que manter altos níveis de atividade durante períodos prolongados não dependeria só de uma maior capacidade aeróbica, mas também de uma maior quantidade de energia, o que implicaria uma maior capacidade dos órgãos viscerais responsáveis pelo metabolismo basal. Como essa hipótese combina elementos levantados por Farmer e por Bennett e Ruben, ela apresenta uma soma das vantagens adaptativas das duas hipóteses, ou seja, o aumento da capacidade aeróbica dos pais e uma maior taxa de crescimento e redução da mortalidade da prole.

## Evolução
A endotermia é uma característica que evoluiu em diversos grupos de seres vivos e está presente em insetos, peixes, répteis, aves, mamíferos e até mesmo em algumas plantas. Mesmo assim, os estudos evolutivos sobre a capacidade de gerar calor endógeno são voltados principalmente aos endotermos homeotermos, isto é, que são capazes de manter a temperatura corporal aproximadamente constante por mecanismos internos de produção de calor. Os endotermos homeotermos são representados principalmente por mamíferos e aves, que no entanto são linhagens muito distintas e, dessa forma, apresentam históricos evolutivos diferentes, sendo que a origem da endotermia entre esses grupos tende a ser tratada como independente, embora haja questionamentos sobre essa afirmação. Uma das dificuldades de se estudar a evolução da endotermia é que, por ser uma característica majoritariamente fisiológica, há poucos registros fósseis que permitam traçar correlações morfológicas com a endotermia.
As aves e mamíferos são considerados como linhagens originadas a partir de organismos ancestrais reptilianos ou semelhantes a répteis. Os mamíferos se originaram a partir de organismos da linhagem Therapsida semelhantes a répteis, enquanto as aves se originaram a partir da linhagem Dinosauria, o que faz das aves dinossauros atuais modificados.
Uma das teorias atuais para a evolução da endotermia defende que os ancestrais reptilianos de aves e mamíferos provavelmente apresentavam endotermia facultativa, isto é, a capacidade de gerar calor endógeno em apenas algumas situações por meio de mecanismos como tritação (tremor muscular). Além disso, esses ancestrais passariam por variações diárias consideráveis de temperatura e dependeriam em certo grau de mecanismos comportamentais para termorregulação, buscando por exemplo locais de sombra ou sol. Além disso, alguns estudos demonstram também que turbinados nasais, estruturas relacionadas com a endotermia e com altas taxas metabólicas basais, já estariam presentes de maneira incipiente cerca de 30 a 40 milhões de anos antes do surgimento dos primeiros mamíferos, se modificando com o tempo.

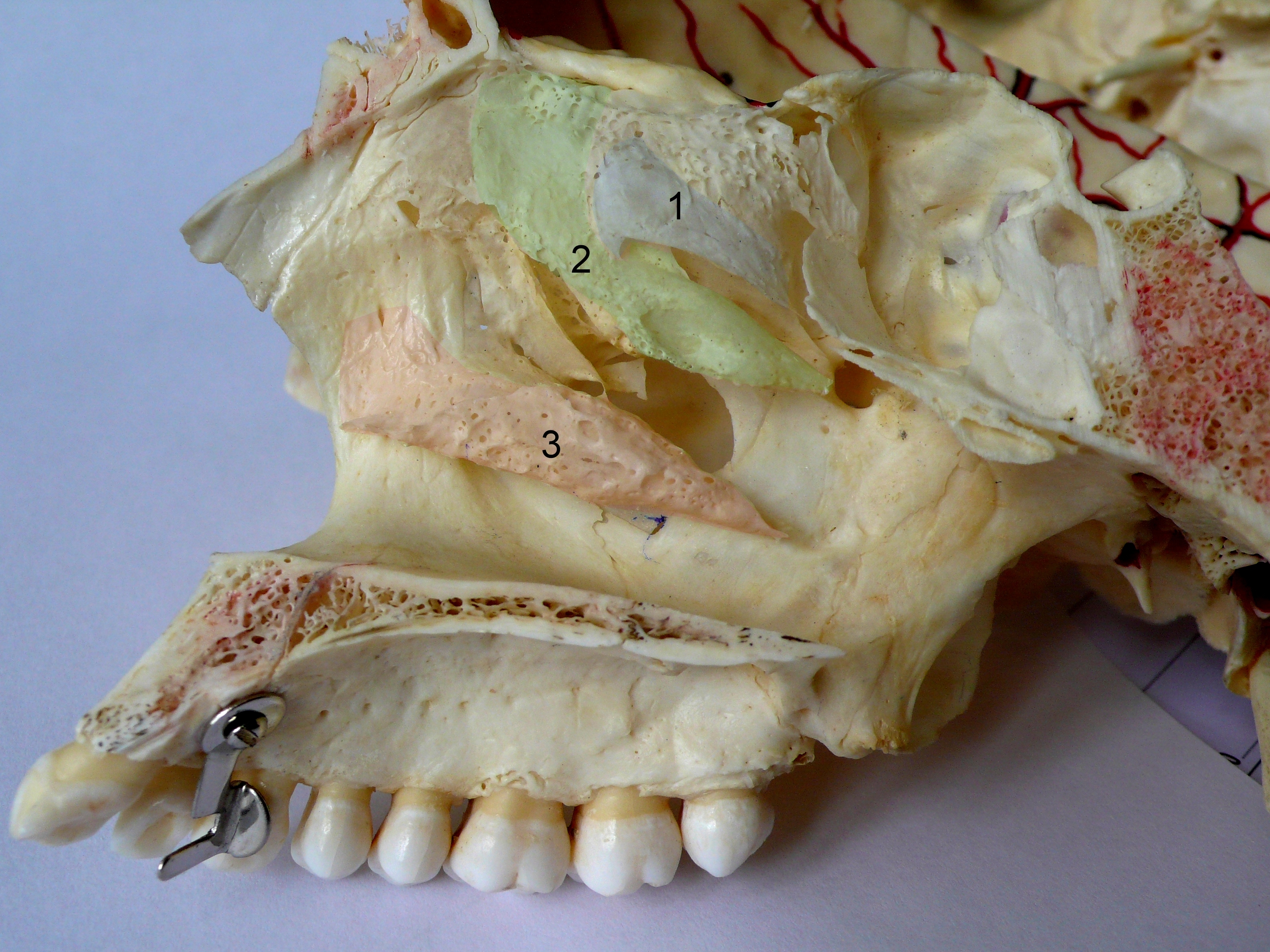
Ossos turbinados de um crânio humano destacados com números 1,2 e 3.

Ao longo da evolução foram então observadas características que se mantiveram em relação aos ancestrais, como a termogênese por tritação e os turbinados nasais, mas também muitas que se modificaram e surgiram como novidades evolutivas, como por exemplo o aumento da atividade locomotora e da permeabilidade de membranas mitocondriais, o surgimento do tecido adiposo marrom nos mamíferos e também de mecanismos de termogênese não baseados em tritação. Além disso, surgiram também em relação aos ancestrais reptilianos, muitos mecanismos de isolamento térmico, como redistribuição da gordura corporal, pelos em mamíferos e penas em aves, etc.
O aumento da atividade locomotora é relacionado com o modelo do escopo aeróbio para evolução da endotermia (ver seção de origem acima). Por outro lado, o aumento da atividade levaria a maiores gastos energéticos, o que tornaria custoso o processo termorregulatório por ação muscular. Dessa forma, outra adaptação seria o aumento da permeabilidade de membranas mitocondriais em alguns órgãos. Essa característica faz com que os gradientes iônicos nessas membranas tenham que ser constantemente mantidos, o que gera calor ao longo do processo, sem que seja necessária ação muscular. Dessa forma, o aumento de permeabilidade das membranas teria surgido como um mecanismo para compensar o gasto excessivo de energia baseado em termogênese muscular.
Os mamíferos prototérios e térios provavelmente compartilharam do último ancestral comum há 160 milhões de anos. A maioria dos mamíferos atuais geralmente mantém uma taxa metabólica ajustada por temperatura semelhante e são parecidos em uma variedade de processos fisiológicos e estruturas anatômicas relacionados à endotermia, como por exemplo pelagem, hemácias não nucleadas, estrutura pulmonar, capacidade de transporte de oxigênio sanguíneo, diafragma e glândulas sudoríparas. Assim, assume-se por parcimônia que o ancestral comum do grupo, que data da Era Mesozóica, apresentava uma similar fisiologia endotérmica.
O grupo Mammalia, provavelmente evoluiu de cinodontes terápsidos em torno do Período Triássico tardio (~200 milhões de anos), e é sugerido que a quase-endotermia foi alcançada em terápsidos tardios. Uma forte associação causal com a endotermia está nos turbinados nasais. Em fósseis de mamíferos e terápsidos foram encontradas evidências de turbinados nasais, indicando que em ao menos alguns deles a taxa de ventilação sofreu um aumento significativo. 
O surgimento de penas e pelos em aves e mamíferos, respectivamente, é uma questão muito debatida, com diversas teorias sendo propostas. Normalmente é considerada uma relação forte entre essas estruturas isolantes, altas taxas metabólicas basais e a endotermia homeotérmica. Entretanto, é sugerido também em alguns casos, que o surgimento de penas e pelos não é relacionado diretamente à endotermia, surgindo muito antes que a capacidade de gerar calor endógeno. 

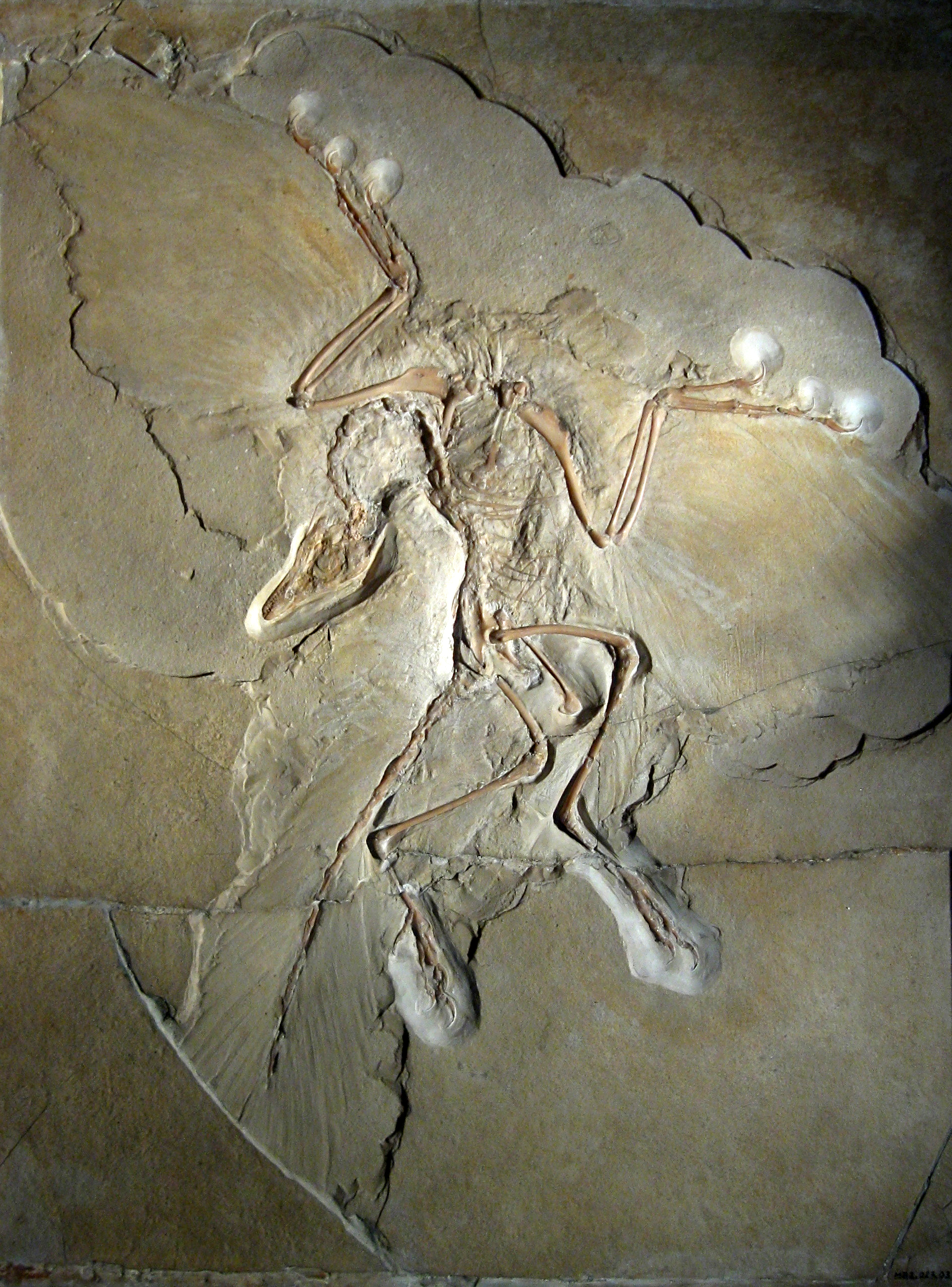
Archaeopteryx lithographica, espécime exposto no Museum für Naturkunde em Berlim.

Algumas hipóteses sugerem que os ancestrais de mamíferos e aves provavelmente não apresentavam pelos e penas, mas sim um mecanismo de homeotermia inercial, na qual o grande tamanho corporal evita trocas intensas de calor. Entretanto, essa hipótese provavelmente não se aplica, já que outros estudos demonstram que, para que a homeotermia inercial realmente fosse efetiva ao longo do dia e das estações do ano, os animais teriam que apresentar tamanhos muito expressivos, com massas superiores a uma tonelada, o que não era o caso para a maioria dos ancestrais de mamíferos e aves. Dessa forma, os ancestrais de mamíferos e aves provavelmente apresentavam estruturas internas de isolamento térmico em forma de camadas de gordura. Assim, os pelos teriam surgido apenas nos mamíferos mais basais e não estariam presentes nos primeiros terápsidos. Uma das evidências que sugere a presença de uma camada de pelos nesses mamíferos iniciais é a evidência fóssil de glândulas Harderianas, estruturas relacionadas com a arrumação e manutenção da pelagem isolante em mamíferos atuais.
As aves, por outro lado, apresentam origem mais recente, sendo que as ordens atuais possivelmente se definiram a cerca de 60 milhões de anos. Mesmo assim, há registros fósseis de aves muito mais antigas e que já apresentavam penas, como o fóssil de Archaeopteryx lithographica, que data do Jurássico superior (145 milhões de anos). Esse animal apresentava plumagens nas asas e também na cauda. Mesmo assim, também é sabido que diversos outros dinossauros, antes de aves basais como Archaeopteryx, apresentavam penas que podiam ser muito distintas das encontradas em aves atuais, as quais possuíam maior flexibilidade e estruturas também muito variáveis, de modo que se sugere que as penas ancestrais poderiam até mesmo ser mais variáveis que as encontradas em aves atuais. Um debate constante sobre Archaeopteryx é a presença de ecto ou endotermia, sendo que a hipótese mais aceita é que ainda era encontrada ectotermia nesse animal, já que estudos de sua estrutura cranial apontam que, possivelmente, não havia turbinados nasais em seu crânio, indicando que seu metabolismo se aproximava mais ao de um organismo ectotermo que de um endotermo.

## Vantagens e desvantagens

### Vantagens

No gráfico pode-se observar a diferença entre a temperatura corpórea de um animal endotermo (rato), que se mantém constante independente da temperatura do ambiente, e de um animal ectotermo (lagarto), que varia de acordo com o ambiente.

A endotermia é um fator que concedeu benefícios fisiológicos e ecológicos aos mamíferos e aves, podendo ter grande responsabilidade pelo sucesso desses grupos em diferentes ambientes. Os fatores da endotermia, como produção interna de calor, taxas altas de ventilação pulmonar e isolamento térmico, concedem aos endotermos temperatura constante em uma grande variedade de ambientes.  Dessa forma, observa-se que mamíferos e aves conseguem manter maior estabilidade de catálise enzimática, dada a temperatura constante, e maior resistência ao congelamento. 
A presença de pelos e penas, e constantemente de gordura subcutânea, dão aos mamíferos e aves de pequeno e médio porte menor perda de calor ao ambiente em comparação a répteis atuais. Apesar disso, pela menor razão área de superfície/volume, ou seja, um volume corpóreo maior em relação à sua superfície, répteis de grande porte possuem taxas de condutância térmica semelhantes às observadas em mamíferos grandes.
Em endotermos também se observam ajustes no metabolismo aeróbio, utilizado para manter atividades moderadas, de forma que a capacidade dos endotermos em suportar trabalhos aeróbicos supera a dos ectotermos em uma ordem de grande. Na evolução de aves e mamíferos, observa-se profundas alterações em relação ao metabolismo, resultando em aumento de vigor e resistência. Em comparação à maioria dos répteis, as aves e mamíferos possuem maior incidência de fibras musculares do tipo oxidativo, de menor poder e maior resistência.
O maior metabolismo aeróbico dos endotermos também implica diferenças na locomoção em relação aos ectotermos. A taxa metabólica aeróbica de um quadrúpede aumenta linearmente com o aumento da velocidade do caminhar e do correr, sendo que o consumo de oxigênio, ao atingir o máximo, se mantém constante (a energia adicional requerida é obtida através do metabolismo anaeróbico). Dessa forma, em dois animais com mesmo custo de locomoção o animal com maior escopo aeróbico conseguirá atingir e sustentar maiores velocidades aerobicamente. Essa relação se torna evidente quando lagartos terrestres e mamíferos de similares tamanhos são comparados, por exemplo, em que o mamífero é capaz de sustentar aerobicamente o movimento de maneira geral por maiores durações em comparação ao lagarto, ou seja, o mamífero possui maior capacidade aeróbia.
Além disso, a endotermia ao permitir que um organismo mantenha temperatura constante através da geração de calor metabólica e isolamento térmico, também promove menor dependência de fontes externas de calor, permitindo por exemplo a maior exploração de nichos noturnos, em que a fonte de calor disponível no ambiente se torna mais escassa ao anoitecer. Assim, espécies capazes de manter a temperatura corpórea podem explorar o ambiente noturno por durações mais longas.

### Desvantagens
O custo energético para manutenção da endotermia nos mamíferos e aves é grande, e sua evolução demandou a reestruturação significativa de sistemas do corpo desses animais A taxa metabólica basal dos mamíferos e aves é muito maior em comparação aos ectotérmicos, de forma a exigir cinco a dez vezes mais energia para a sua manutenção em comparação a répteis, ou qualquer outro ectotérmico, de similar tamanho e temperatura (38 a 40°C). 
A maior taxa de produção de calor dos endotérmicos, assim como a baixa condutância térmica, se mantém mesmo quando não há diferenças de temperatura entre endotérmicos e ectotérmicos. Dessa forma, apenas a temperatura não estabiliza taxas metabólicas equivalentes.  Esse diferencial é mantido mesmo quando a temperatura corporal diminui, por motivos como torpor, hibernação e redução da temperatura corpórea.
Na maioria dos casos, conforme a temperatura do meio diminui, os endotérmicos mantêm a temperatura corporal, enquanto os ectotérmicos diminuem, aumentando o diferencial metabólico entre os dois. Dessa forma, observa-se aos 20°C que um vertebrado ectotérmico utiliza apenas 2 ou 3% da energia utilizada por um endotérmico, e em 10°C esse valor decresce para 1%. Assim sendo, dependendo da temperatura ambiental, observa-se em endotérmicos um grande gasto energético para a termorregulação, de forma que é estimada em roedores o uso de 80 ou 90% do gasto energético para tal finalidade.
Além disso, deve-se considerar que a energia desviada para a termorregulação poderia ser alocada para o crescimento ou reprodução, o que tem importância direta no sucesso reprodutivo e aptidão de um organismo. Ao mesmo tempo, o aumento da necessidade de ingestão de alimento, consequente da maior demanda energética, aumenta também o tempo de exposição a perigos.

## Termorregulação
Uma das condições mais fundamentais para a sobrevivência e funcionamento correto do metabolismo de muitos animais é a temperatura, que deve ser mantida em faixas características para cada espécie. Para que isso ocorra, é necessário que existam mecanismos que mantenham em equilíbrio o ganho e a perda de energia térmica (calor) corporal, o que é chamado de termorregulação.
A termorregulação pode ser realizada de muitas maneiras, tanto endógenas quanto exógenas ou até mesmo alternando-se mecanismos externos e internos. A regulação exógena é realizada principalmente por mecanismos de troca de calor como condução, convecção e irradiação, enquanto a regulação endógena, como ocorre nos animais endotermos, é realizada também de maneira fisiológica a partir da energia térmica produzida pelo metabolismo.

### Mecanismos de dissipação de calor
De acordo com as características ambientais de temperatura enfrentadas pelo organismo, podem ser adotados diferentes mecanismos ou comportamentos para termorregulação. Entre eles podem ser citados alguns mecanismos de dissipação de calor, que são desencadeados principalmente em situações nas quais a temperatura corporal tende a se tornar superior à faixa ótima, ativando meios de resfriar o corpo. Alguns desses mecanismos são a sudação e a ofegação.

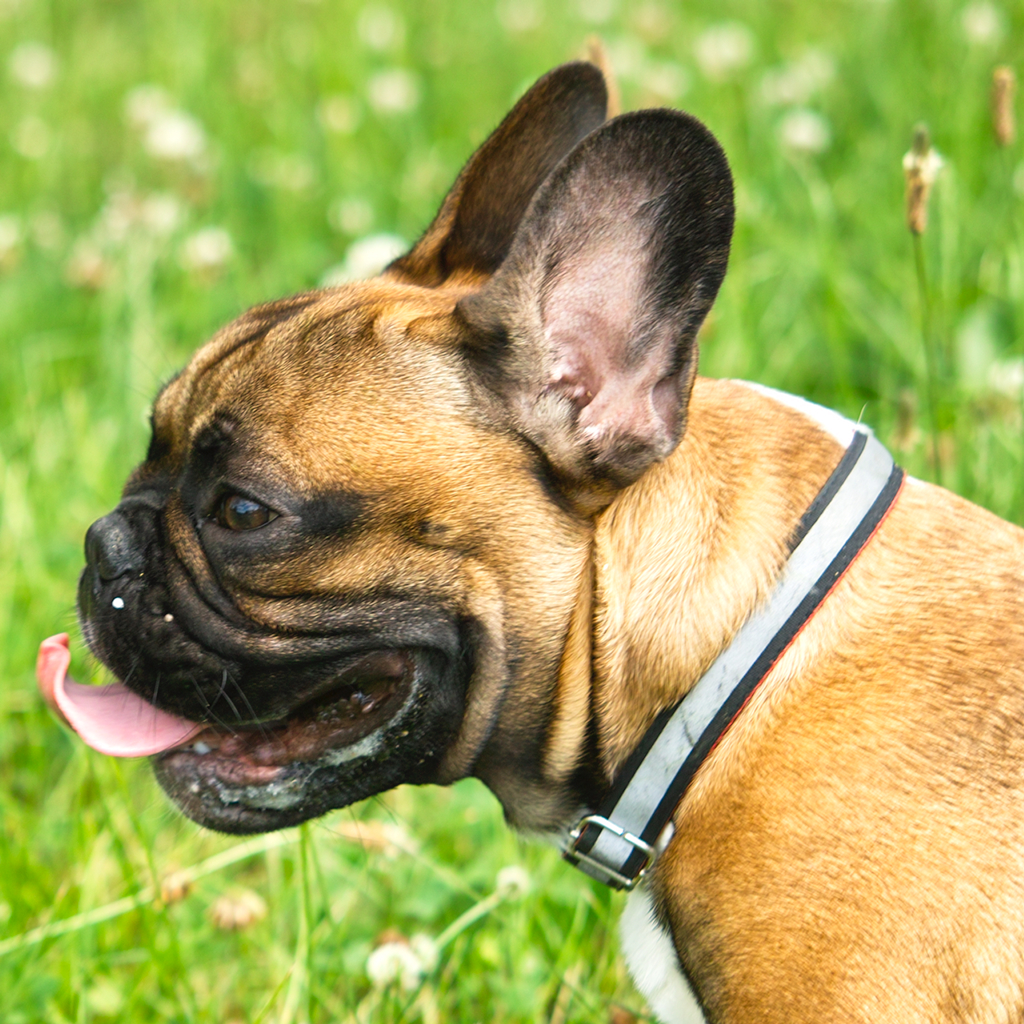
Cachorro ofegando para dissipar calor.

A sudação é um mecanismo de dissipação de calor baseado principalmente em evaporação. O suor, um ultrafiltrado do plasma sanguíneo, é acumulado nas glândulas sudoríparas e é então eliminado para a superfície da epiderme. Esse líquido apresenta uma grande proporção de água, a qual possui um elevado calor latente de evaporação, o que torna necessária uma grande quantidade de energia para que ocorra evaporação do suor. Por essa razão, o suor, ao entrar em contato com a superfície da epiderme, passa a absorver o excesso de calor corporal até que ele evapore, possibilitando que a temperatura do corpo seja mantida dentro dos níveis aceitáveis.
É importante notar, entretanto, que a eficiência de dissipação de calor pela sudação depende muito da umidade do ar, a qual deve ser no máximo 70%. Isso ocorre pois é necessário que exista um gradiente de umidade entre o corpo e o ambiente, possibilitando a evaporação. Dessa forma, em ambientes muito úmidos, o gradiente é baixo e a sudação é reduzida ou não ocorre, afetando a eficiência da dissipação de calor.
A ofegação, por outro lado, também é um processo de dissipação de calor que se baseia na evaporação. Nesse caso, em condições crescentes de temperatura corporal, o calor do corpo é utilizado para evaporar fluido presente em membranas úmidas do trato respiratório.  O vapor gerado é então eliminado na respiração e o calor utilizado para a evaporação permite o resfriamento do corpo, evitando que a temperatura corporal se mantenha em aumento.
A dissipação de calor por sudação é frequentemente encontrada em animais como os humanos e cavalos, enquanto o mecanismo de ofegação é utilizado principalmente por caninos, felinos, ungulados e também por aves. É importante notar que esses mecanismos de dissipação de calor, por se basearem na perda de fluidos corporais, podem levar a desidratação caso ocorram por intervalos prolongados de tempo.
Em outras situações, como por exemplo em ambientes muito úmidos ou com pouca disponibilidade de água, a dissipação de calor pode ser realizada por mecanismos não-evaporativos, como por exemplo a perda de calor por radiação, a qual está frequentemente relacionada com estruturas corporais chamadas de “janelas térmicas biológicas”. Essas estruturas normalmente apresentam como uma de suas especializações o aumento da eficiência da troca de calor com o ambiente, que se dá principalmente pelo aumento da área de superfície, redução de volume e alta vascularização, sendo que o fluxo de sangue para essas janelas pode ser alterado de acordo com as condições de temperatura ambiental/corporal.
Algumas estruturas que atuam como janelas térmicas são, por exemplo, os bicos de tucanos e as orelhas de elefantes.  A termorregulação nesse caso se baseia no controle do fluxo sanguíneo para a estrutura que atua como janela térmica. Em situações de altas temperaturas, por exemplo, ocorre vasodilatação, direcionando o sangue para a janela térmica, o que aumenta a sua temperatura em relação ao restante do corpo. Dessa forma, ocorre aumento do gradiente de temperatura entre a janela térmica e o ambiente, o que faz com que o organismo perca calor para o meio externo, permitindo que sua temperatura corporal seja mantida.  Por outro lado, a redução por vasoconstrição do fluxo sanguíneo para a estrutura que atua como janela térmica pode também permitir retenção de calor em situações de baixas temperaturas.

### Mecanismos de retenção de calor
Outros comportamentos e processos termorregulatórios estão associados à conservação de calor corporal, o que é importante principalmente em temperaturas ambientais muito inferiores às corporais. A retenção do calor envolve principalmente estruturas tegumentares, como a plumagem de aves e pelos em mamíferos.
Uma das funções da plumagem de aves, e também dos pelos de mamíferos, é promover isolamento térmico. A presença de penas organizadas em camadas promove, por um lado, proteção contra a radiação solar, evitando ganho excessivo de calor, sendo que a eficiência da plumagem como barreira contra a radiação solar depende principalmente de sua coloração e estrutura. Por outro lado, as penas atuam como um tampão entre a superfície da pele e o ambiente externo, reduzindo muito a perda de calor por processos como convecção e irradiação. Isso permite que a temperatura corporal seja mantida mesmo em situações de baixa temperatura ambiental.

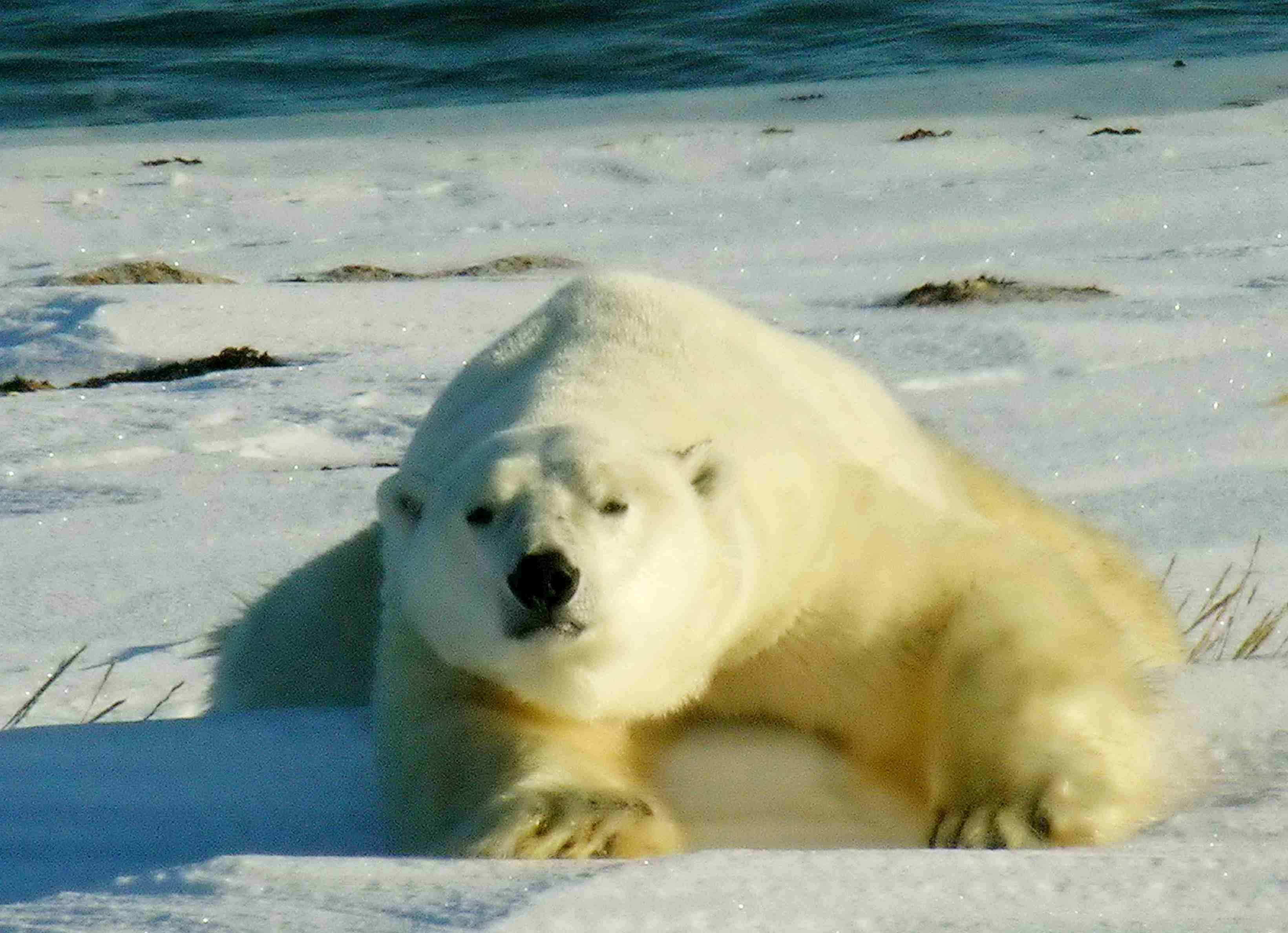
Nesse urso polar pode-se observar uma grande camada de pelos que serve como isolante térmico.

Em alguns casos, as penas podem também ser utilizadas como isolantes térmicos para filhotes no ninho. Nesses casos são depositadas penas no ninho, que aumentam o isolamento térmico dos filhotes, reduzindo o esforço necessário para termorregulação.
A pelagem de mamíferos atua na termorregulação de maneira semelhante à das aves, isto é, promovendo isolamento térmico e também proteção contra radiação solar, embora essa proteção não seja tão efetiva quanto em aves. Os pelos de mamíferos geram uma camada de ar estacionário entre a superfície da pele e o ambiente externo, o que reduz as trocas de calor com o ambiente, permitindo a manutenção da temperatura mesmo em locais frios.  Entretanto, é importante notar que ao umedecer ou molhar a pelagem, sua função isolante é muito comprometida. Dessa forma, em mamíferos aquáticos, por exemplo, é comum observar alterações nos pelos para que ainda ocorra isolamento térmico e também a produção de camadas espessas de gordura subcutânea, que atua como isolante.
Outro mecanismo de conservação de calor e também de água encontrado na grande maioria dos mamíferos e aves é a presença de turbinados nasais, projeções ósseas encontradas na cavidade nasal. Esses ossos são recobertos por epitélio respiratório e permitem que se forme um sistema de troca de calor por contracorrente. Durante a inalação, o ar é aquecido à temperatura corporal e umedecido ao passar pelos turbinados, já atingindo os pulmões em temperatura igual à do corpo. Ao mesmo tempo, os turbinados são resfriados por perda de calor por evaporação. Posteriormente, ao exalar o ar, ocorre condensação de vapor nos turbinados resfriados, que se aquecem e impedem que a água seja perdida para o ambiente. 

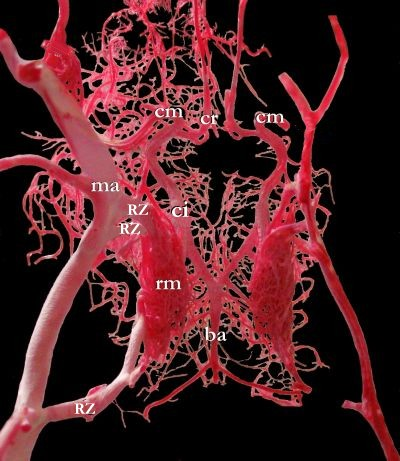
Sistema circulatório arterial de ovelha, onde a Rete mirabile é representada como rm.

Além disso, há outra estrutura importante principalmente para termorregulação do encéfalo, chamada de rete mirabile. Essa rede é basicamente uma organização arterial intracranial que fornece sangue ao encéfalo, sendo encontrada principalmente na grande maioria dos mamíferos Artiodátilos, como ovelhas, bodes, camelos.  A rete mirabile permite que a temperatura do encéfalo seja regulada de maneira independente em relação ao restante do corpo. Essa rede se organiza em contato com um seio venoso, que carrega sangue resfriado. Dessa forma, o sangue da rede e das veias realiza troca de calor, permitindo que o sangue arterial direcionado ao encéfalo pela rete mirabile seja resfriado. Em situações ambientais quentes, a temperatura corporal é menos regulada que a do encéfalo, permanecendo alta e variável, enquanto ocorre resfriamento do encéfalo pela rete mirabile. Isso reduz os custos para termorregulação, já que a temperatura corporal não é tão constantemente mantida. Em situações de menor temperatura corporal, por outro lado, a rede deixa de ser efetiva e permite aquecimento do encéfalo.
Nos animais endotermos o calor é gerado por reações metabólicas, que tendem a ocorrer de maneira equilibrada compondo uma taxa metabólica basal, o que também pode ser chamado de termogênese obrigatória, a qual ocorre constantemente para manter o calor corporal. Entretanto, há também a termogênese facultativa, que é desencadeada apenas em algumas situações, retirando o organismo da taxa metabólica basal para que seja “gerado” mais calor.
A termogênese facultativa pode ocorrer principalmente em exposição ao frio ou então a partir de dietas hipercalóricas. Os principais mecanismos de termogênese facultativa mediante exposição ao frio são o tremor muscular (tritação) e também a produção de calor em reservas de tecido adiposo marrom. Esse tecido é rico em mitocôndrias e em proteínas desacopladoras, as quais são capazes de alterar o processo de fosforilação oxidativa mitocondrial, de modo que a força próton-motriz seja liberada em forma de calor. Por outro lado, a dieta hipercalórica promove a termogênese facultativa à medida que o excesso de energia proveniente da alimentação é eliminado como calor. 

### Respostas termorregulatórias sazonais
Uma das características marcantes de estruturas envolvidas com a termorregulação é que diversas delas podem se modificar de acordo com fatores ambientais que se alteram de maneira sazonal, como a temperatura por exemplo. Alguns ambientes podem apresentar grandes amplitudes térmicas sazonais, possuindo verões muito quentes e invernos muito frios, o que demanda alterações nas taxas metabólicas e também em estruturas isolantes como pelos e penas. De maneira geral, o padrão encontrado é que os animais endotermos que habitam esse tipo de ambiente com grande variação térmica sazonal, apresentam aumento da taxa metabólica durante o inverno, permitindo maior geração de calor.   Por outro lado, o isolamento térmico promovido por pelos e penas também é modificado, uma vez que esses apêndices epidérmicos tendem a aumentar em comprimento, densidade, diâmetro, etc., fazendo com que os animais de mesma espécie normalmente apresentem características morfológicas distintas entre as estações do ano.  Essa alteração tende a reduzir a condutância térmica do organismo, isto é, a capacidade de trocar calor com o meio pela superfície corporal, ampliando o isolamento térmico.

## Endotermia em outros grupos

### Endotermia em Pterossauros

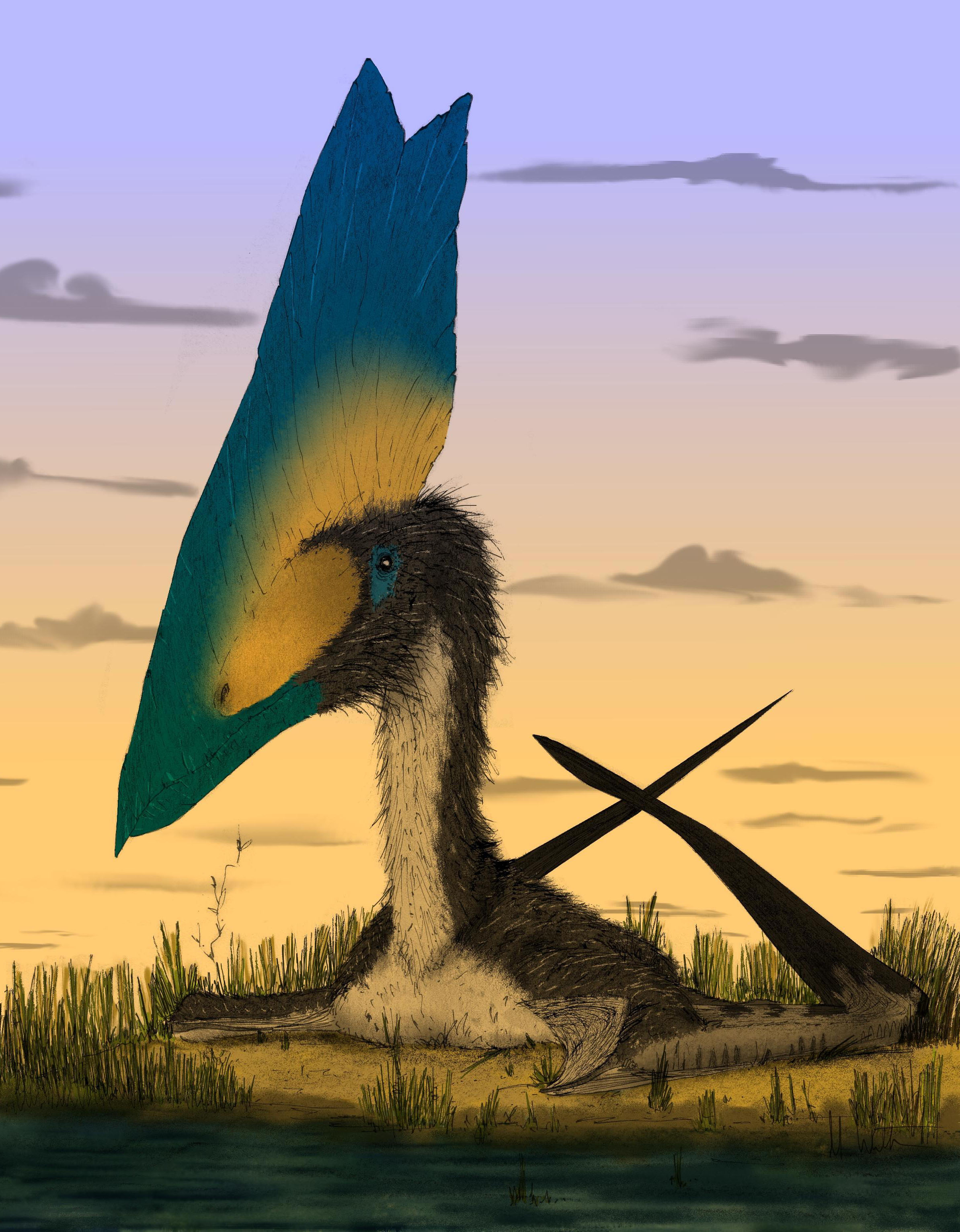
Reconstrução de Thalassodromus mostrando crista cefálica e picnofibras.

A condição metabólica de Pterossauros em respeito ao desempenho de endotermia não é uma questão resolvida até os dias de hoje. Entretanto, existem diversas evidências que sugerem endotermia nesses animais, que abrangem a morfologia e o comportamento.
Algumas dessas evidências se baseiam em estruturas morfológicas provavelmente relacionadas à termorregulação, que é um forte indicativo de endotermia, se estiver presente. Essas estruturas foram extensivamente exploradas em fósseis com preservação de tecido mole.  Entre eles, estão a ocorrência de grandes cristas cefálicas em algumas espécies de Pterossauros, altamente vascularizadas e sem isolamento térmico, que já foram sugeridas como uma estrutura para a dissipação de calor excessivo , semelhantes aos bicos de aves atuais. Além disso, Pterossauros podiam ter asas de até 10 metros de envergadura e eram tipicamente diurnos, o que poderia gerar problemas de hipertermia graças a alta exposição de regiões desprotegidas à radiação solar. Isso provavelmente foi resolvido pela camada de tecido esponjoso subepidérmico, exclusivo de Pterossauros, que pode ter funcionado como isolamento térmico caso fosse ventilada pelo sistema pneumático, protegendo a região ventral de aquecimento excessivo. 
A evidência mais forte para mecanismos termorregulatórios e endotermia em Pterossauros é a ocorrência de fibras epiteliais que recobrem todo o corpo de algumas espécies, com exceção das asas, chamadas de picnofibras.  Essas picnofibras poderiam ser utilizadas como os pelos de mamíferos ou penas de aves para o isolamento térmico, a fim de reter o calor produzido pelo metabolismo endotérmico. 
Além de evidências morfológicas, o fato de Pterossauros desempenharem voo batido é um forte indicativo de alto escopo aeróbio nesses animais, uma vez que o voo é uma atividade de alta potência e duração, exigindo resistência e capacidade de sustentação aeróbio de locomoção daqueles que a praticam.

### Heterotermia
A endotermia sabidamente apresenta vantagens para o indivíduo capaz de desempenhá-la, graças à íntima associação entre altas temperaturas e incremento em capacidades metabólicas e desempenho de trabalho muscular.  Apesar de ser típico de aves e mamíferos, diversos animais ectotermos desenvolveram mecanismos de geração de calor para ter as vantagens de possuir tecidos aquecidos, apesar de não possuírem taxas metabólicas comparáveis às de endotermos.  Essa condição de variação fisiológica da temperatura corporal é chamada de heterotermia, e segue dois padrões básicos: (i) A heterotermia regional é a manutenção de temperaturas diferentes em diferentes tecidos do corpo de um mesmo indivíduo, geralmente estabelecida pelo aquecimento de órgãos específicos por mecanismos de termogênese locais e (ii) a heterotermia temporal é a flutuação na temperatura do corpo dos animais diária ou sazonalmente.

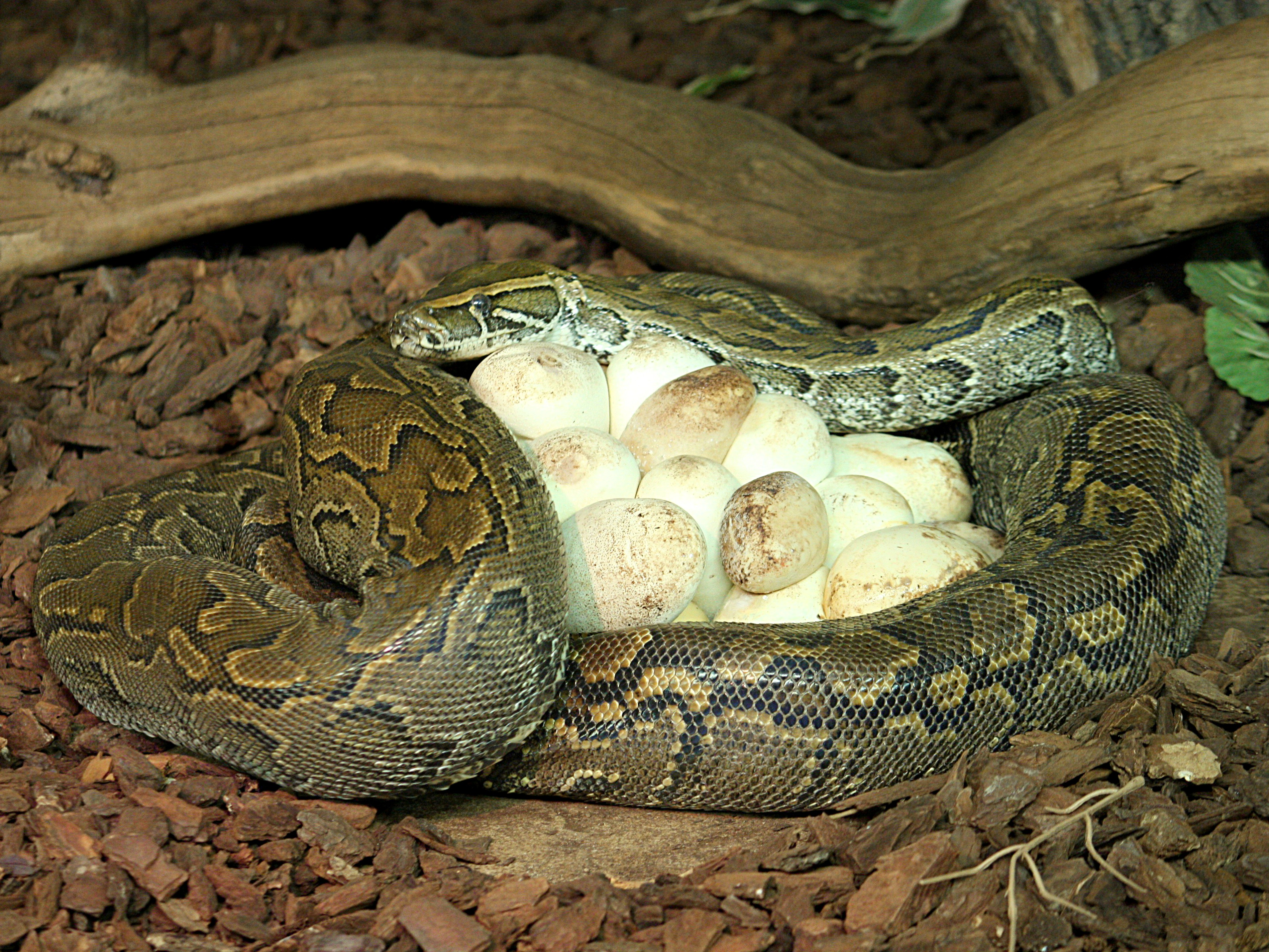
Fêmea de píton (Python sebae) incubando ovos, usando tremores musculares para gerar calor.

Animais podem recorrer à heterotermia regional para diversas finalidades e por diferentes mecanismos. A manutenção de altas temperaturas pelo calor oriundo do metabolismo pode ocorrer por arranjos anatômicos específicos, como a interiorização de músculos de fibras oxidativas e arranjo em contra-corrente da circulação que o nutre a fim de reduzir a perda de calor nessa região, e garantir maior desempenho locomotor em predadores ativos, como ocorre em atuns.  Alternativamente, tecidos podem se especializar para desempenhar altíssimas taxas metabólicas com intenção de produzir calor, associados a órgãos como olhos e encéfalos para aprimorar o processamento visual , como o que ocorre no peixe-espada, que aquece seu encéfalo por um tecido aquecedor derivado da musculatura extrínseca dos olhos. 
A heterotermia temporal, por sua vez, pode ser caracterizada pelo aumento sazonal da temperatura corpórea, podendo estar associada ao período reprodutivo e ao cuidado parental, como o que ocorre em pítons que aumentam sua temperatura por contração muscular para gerar temperatura de incubação dos ovos. Endotermos típicos também podem apresentar heterotermia. Nesse caso, ocorre diminuição da temperatura corpórea por depressão metabólica, a fim de reduzir gastos energéticos, podendo ser desempenhada diariamente (torpor), como feito pelo beija-flor, ou sazonalmente (hibernação).

## Hibernação e torpor
Os animais endotermos mantêm uma temperatura corporal constante de cerca de 37ºC em diferentes ambientes, podendo atingir uma ampla faixa de temperaturas. Isso se deve a alta taxa metabólica que gera grande quantidade de calor interno, mesmo quando em repouso.
Entretanto, a grande produção de calor metabólico requer uma alta ingestão de alimentos, que nem sempre estão disponíveis em todas as épocas do ano na natureza. Além disso, ambientes com temperaturas muito baixas exigem uma produção de calor endógeno maior ainda para que a temperatura corpórea seja mantida constante. Dessa forma, fatores como esses podem fazer com que o custo da termorregulação se torne muito alto, por isso, nem todos mamíferos e aves mantêm uma alta e constante taxa metabólica, sendo que alguns deles entram em um estado de diminuição da taxa metabólica e da temperatura corporal. 
Diversos mecanismos evoluíram nos animais para lidar com essas situações adversas, podendo ser divididos em duas categorias: mecanismos preditivos e mecanismos reativos. Moore-Ede  propôs que a homeostase preditiva englobaria respostas fisiológicas, de natureza circadiana ou circanual, que de maneira preditiva, auxiliam organismos a terem uma resposta adequada às variações ambientais, tais como a alternância das estações do ano; enquanto a homeostase reativa incluiria respostas imediatas dos organismos a frente de mudanças imprevisíveis relacionadas ao ambiente, tal como um período de seca inesperado. 
Alguns animais endotermos são capazes de ficar em um estado de dormência, um tipo de homeostase preditiva, entrando em um período de depressão metabólica, sendo então chamados de heterotermos, por conseguirem variar drasticamente sua temperatura corpórea durante uma fase do dia ou do ano.  Esses endotermos heterotermos podem apresentar dois padrões distintos de dormência: o torpor diário e a hibernação. O torpor diário é caracterizado por uma redução substancial da temperatura corpórea e da taxa metabólica durante algumas horas do dia.  A hibernação também é um estado de hipotermia e hipometabolismo, entretanto tem uma duração muito maior, podendo durar vários meses, e é associada a efeitos conjuntos de temperaturas reduzidas e escassez de alimentos, ocorrendo durante o inverno.
Durante a hibernação, o animal passa por uma fase de jejum e depressão metabólica, que é seguida da diminuição, ou até mesmo interrupção, de muitos processos fisiológicos.   Nesse estado ele permanece imóvel, além de apresentar uma diminuição das frequências cardíaca e respiratória, da atividade elétrica cerebral e da filtração glomerular.  Por isso, ele precisa comer muito antes de hibernar, para dessa forma conseguir armazenar uma grande quantidade de gordura que servirá como fonte de energia durante o período de dormência. 

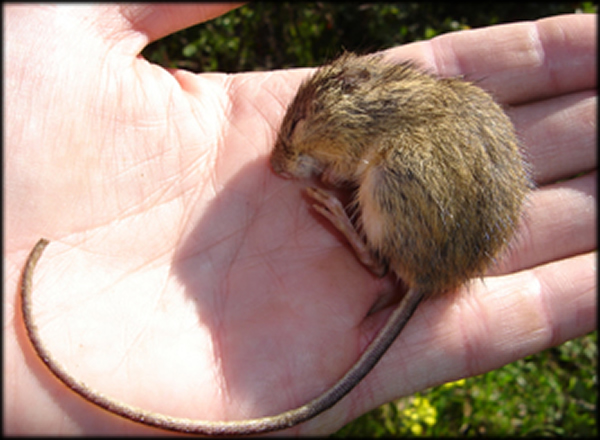
Rato saltador do Preble (Zapus hudonius preblei) em estado de torpor.

Animais que hibernam englobam diversos mamíferos e apenas uma espécie de ave, e são em sua maioria pequenos, com massa corpórea variando de 10 a 1000g , porém também existem casos de hibernação em grandes mamíferos, como ursos.  Quando hibernam, os pequenos mamíferos passam por uma sequência de fases de torpor, que duram de uma a três semanas, intercaladas por episódios de despertar, que apresentam geralmente menos de 24 horas, onde eles elevam a temperatura corpórea e retomam as funções fisiológicas. Ainda não se sabe ao certo qual a importância do ponto de vista fisiológico desse despertar, entretanto existem hipóteses de que ele seja relevante para o reconhecimento de patógenos e indução da resposta imune, bem como produção de RNA mensageiro e proteínas que foram degradadas durante o hipometabolismo.   Em contraste, os ursos não passam pela fase de despertar, apresentando uma dormência contínua, passando até 7 meses sem se alimentar, beber água, defecar ou urinar.  Ao fim do período de hibernação, os animais despertam e retornam a um estado eutérmico. 
O torpor diário, que ocorre em pequenos mamíferos e beija-flores, segue basicamente a mesma sequência de eventos da hibernação, ou seja, entrada em torpor, manutenção do torpor, despertar e retorno para o estado eutérmico. A principal diferença é que ele possui uma duração muito menor, permanecendo no estado de dormência por apenas algumas horas, além de ter hipotermia e hipometabolismo menos pronunciados.
Para heterotermos de hábitos diurnos, o torpor diário geralmente é restrito à noite, enquanto para mamíferos noturnos e aves ocorre normalmente durante a segunda metade da noite e início da manhã. Usualmente, o torpor diário é menos sazonal que a hibernação, e pode ocorrer em qualquer época do ano, porém é mais evidente durante o inverno .Apesar de ser um mecanismo de homeostase reativa, ou seja, ocorrer como resposta a um estoque baixo de energia, em algumas espécies o torpor diário pode ser empregado regularmente para equilibrar os orçamentos de energia, mesmo que haja disponibilidade de alimento. 